# Werner-Dietsch-Verlag
Der Werner-Dietsch-Verlag (später auch Verlagsgemeinschaft Werner-Dietsch-Verlag/Speka-Verlag) war ein Leipziger Verlag und veröffentlichte überwiegend Trivialliteratur. Er befand sich in der Brüderstraße 21, später in der Langen Straße 34 und nach dem Zweiten Weltkrieg in Hohegeiß.
Der Verlag zahlte zum Beispiel an Billy Jenkins für die Autorisierung seines Namens monatliche Tantiemen in Höhe von 200 RM.

## Autoren
- Hans Günther (Pseudonym: Frank Astor)
- Paul Oscar Erttmann (Pseudonyme: Paul Pitt, Klaus Temborn u. v. m.)
- Arthur Ernst Thoman (Pseudonym: Robert Sills)
- Edgar Strobel (Pseudonym von Nils Krüger)

## Romanheftserien
- Billy Jenkins, Heft Nr. 1 erschienen am 13. August 1934 („Der Teufel der Savanne“ von Hans Günther), Heft Nr. 264 erschienen am  28. August 1939 („Im Urwald verschollen“ von Arthur Ernst Thoman)
- Harry Piel, Heft Nr. 1 erschienen 1921
- Harry Hill – Der Weltmeister der Sensationen, seit 1921, 27 Heftfolgen
- Bob Reid – Meisterdetektiv, seit 1922, 15 Folgen
- Abenteurer, seit 1921, 15 Folgen
- Luciano Albertini, seit 1923, mindestens 15 Folgen
- Zirkuskönig Eddy Polo, seit 1922, 6 Folgen
- Carlo Aldini, seit 1924, mindestens 24 Folgen
- Manolescu, seit 1928, mindestens 27 Folgen
- Liebesleben berühmter Frauen, seit 1928, 21 Folgen
- Geheimnisse des Throns, seit 1927, 15 Folgen
- Hein Class – Fahrten und Abenteuer, seit 1936, mindestens 158 Folgen
- Robert Ramm, seit 1939, 10 Folgen
- Seltsame Geschichten, seit 1940, 13 Folgen.

## Romanbuchserien
- Billy Jenkins, Buch Nr. 1 erschienen im Nov. 34 („Bruder Teufel“ von Paul Erttmann), Buch Nr. 56 erschienen im Okt. 39 („Alles sucht Garzia“ von Edgar Strobel)
- John Kling, Buch Nr. 1 erschienen 1937 („Der Fluch des Inders“)
- Kansas Jack, 10 Titel erschienen
- Detektiv-Frank-Romane, 19 Titel erschienen
- Graf-Olten-Romane, kein Serientitel
- Gelbe Frauen-Romane
- Kriminal-Bücherei, 67 Bücher, erster Text 1920 erschienen
- Kriminal-Roman, im Rahmen der sogen. „Ira-Bibliothek“, 32 Titel